# Умпах-Пах
Умпах-Пах (фр. Oumpah-Pah) је Индијанац из истоименог стрипа аутора Албера Удерза и Ренеа Гошинија. Стрип се први пут појавио 2. априла 1958. године у белгијском стрип-недељнику "Тинтин". Након само пет објављених епизода, Удерзо и Гошини су одлучили да прекину са радом на овом стрипу како би се усредсредили на рад на тада много популарнијем Астериксу.

## Карактеризација
Умпах-Пах је Индијанац из измишљеног племена Шавашаваси. Радња стрипа је смештена у 18. век, у време француске колонизације Северне Америке и не ослања се на стварне историјске чињенице. Омиљена узречица Умпах-Паха је: Јак, јак, јак! а омиљено јело му је пемикан (јело од сушеног или млевеног меса помешано са мозгом и машћу јелена или медведа).
Прва епизода се у оригиналној верзији звала "Умпах-Пах црвена кожа" (фр. Oumpah-Pah le peau rouge), али су наши уредници сматрали да је први сусрет два главна јунака довољно важна тема да се стрип преименује.

## Списак епизода
Издавач стрипа за подручје Србије је Форум–Маркетпринт из Новог Сада. Након неколико издања у серијама (почетак седамдесетих: Стрипотека Панорама) и у црно-белим издањима (Стрипотека, током осамдесетих), издавач је у едицији Класици стипа штампао засебне свеске у колору:
- 1. Дупли скалп (Oumpah-Pah le Peau Rouge)
- 2. На ратничкој стази (Oumpah-Pah sur le sentier de la suerre)
- 3. И гусари (Oumpah-Pah et les pirates)
- 4. Тајна мисија (Mission secrete)
- 5. Опсада (Oumpah-Pah contre foie-malade)